# Tempio di Cargnacco

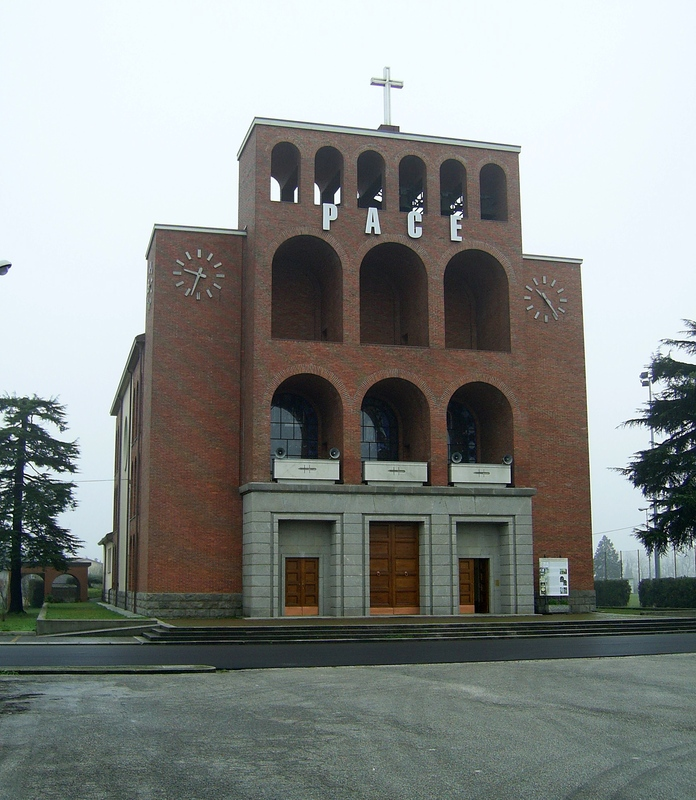
Tempio Sacrario di Cargnacco

Der Tempio di Cargnacco (dt. Tempel von Cargnacco) ist sowohl eine katholische Pfarrkirche (Madonna del Conforto), als auch eine nationale Gedenkstätte mit angeschlossenem Soldatenfriedhof in Cargnacco, einer Fraktion der Gemeinde Pozzuolo del Friuli in der norditalienischen Region Friaul-Julisch Venetien. Gedacht wird hier der rund 90.000 italienischen Soldaten, die im Zweiten Weltkrieg in der Sowjetunion fielen oder dort in der Gefangenschaft starben.

## Kurzbeschreibung
Die Kirche und Gedenkstätte entstand nach dem Krieg dank einer Initiative des Militärkaplans Carlo Caneva und nach Plänen des Architekten Giacomo Della Mea. Beide waren Veteranen des italienischen Expeditionskorps und der 8. Armee in der Sowjetunion. Der Bau wurde 1949 begonnen und 1955 eingeweiht.
Die monumentale Fassade besteht über drei Eingangstüren aus zwei Reihen zu je drei römischen Bögen, wobei die untere auch als Balkon dient. Den oberen Abschluss bildet eine dritte Reihe mit kleineren Bögen, wo auch die Kirchenglocken angebracht sind. Darüber steht ein weißes Kreuz. Das Kirchengebäude ist 25 Meter hoch, 51 Meter lang und 22 Meter breit. An den beiden Längsseiten des Kirchenschiffs befinden sich je neun große Bogenfenster, wiederum in drei Reihen, an den Seitenaltären Fensterrosen. Im Inneren sind verschiedene Kunstwerke zu besichtigen, die Szenen des Krieges in der Sowjetunion darstellen. Hinter dem Hauptaltar befindet sich eine Krypta mit einem Grabmal des unbekannten Soldaten des italienischen Expeditionskorps und der 8. Armee in der Sowjetunion. Umgeben ist es von den Wappen der italienischen Divisionen, die dort eingesetzt wurden. In der Krypta liegen auch 24 Bücher mit den Namen aller Gefallenen und Vermissten aus. 1992 baute die italienische Kriegsgräberkommission eine zweite Krypta, in der die in der Ukraine und Russland exhumierten sterblichen Überreste gefallener italienischer Soldaten bestattet werden, soweit die jeweiligen Angehörigen oder Nachkommen nichts anderes bestimmen. So wurden z. B. im September 2000 die sterblichen Überreste von Silvano Abbà auf den Friedhof überführt.
Auf dem Vorplatz befindet sich ein Kriegerdenkmal und zwölf Stelen mit den Namen der italienischen Divisionen und anderen Verbänden, die in der Sowjetunion kämpften und dort überwiegend vernichtet wurden.